# Municipio de Shippensburg
El municipio de Shippensburg (en inglés: Shippensburg Township) es un municipio ubicado en el condado de Cumberland en el estado estadounidense de Pensilvania. En el año 2000 tenía una población de 4.504 habitantes y una densidad poblacional de 689.7 personas por km².

## Geografía
El municipio de Shippensburg se encuentra ubicado en las coordenadas 40°04′00″N 77°30′59″O / 40.06667, -77.51639.

## Demografía
Según la Oficina del Censo en 2000 los ingresos medios por hogar en la localidad eran de $27,661 y los ingresos medios por familia eran de $40,521. Los hombres tenían unos ingresos medios de $26,141 frente a los $20,259 para las mujeres. La renta per cápita de la localidad era de $8,712. Alrededor del 36,8% de la población estaba por debajo del umbral de pobreza.